# ソンダロ
ソンダロ（伊: Sondalo）は、イタリア共和国ロンバルディア州ソンドリオ県にある、人口約4,000人の基礎自治体（コムーネ）。

## 地理

### 位置・広がり
ソンドリオ県北東部に位置する。

#### 隣接コムーネ
隣接するコムーネは以下の通り。
- グロージオ
- ヴァルディソット
- ヴァルフルヴァ
- ポンテ・ディ・レーニョ (BS)
- ヴェッツァ・ドーリオ (BS)

### 地勢・地形
- 河川：アッダ川

### 地震分類

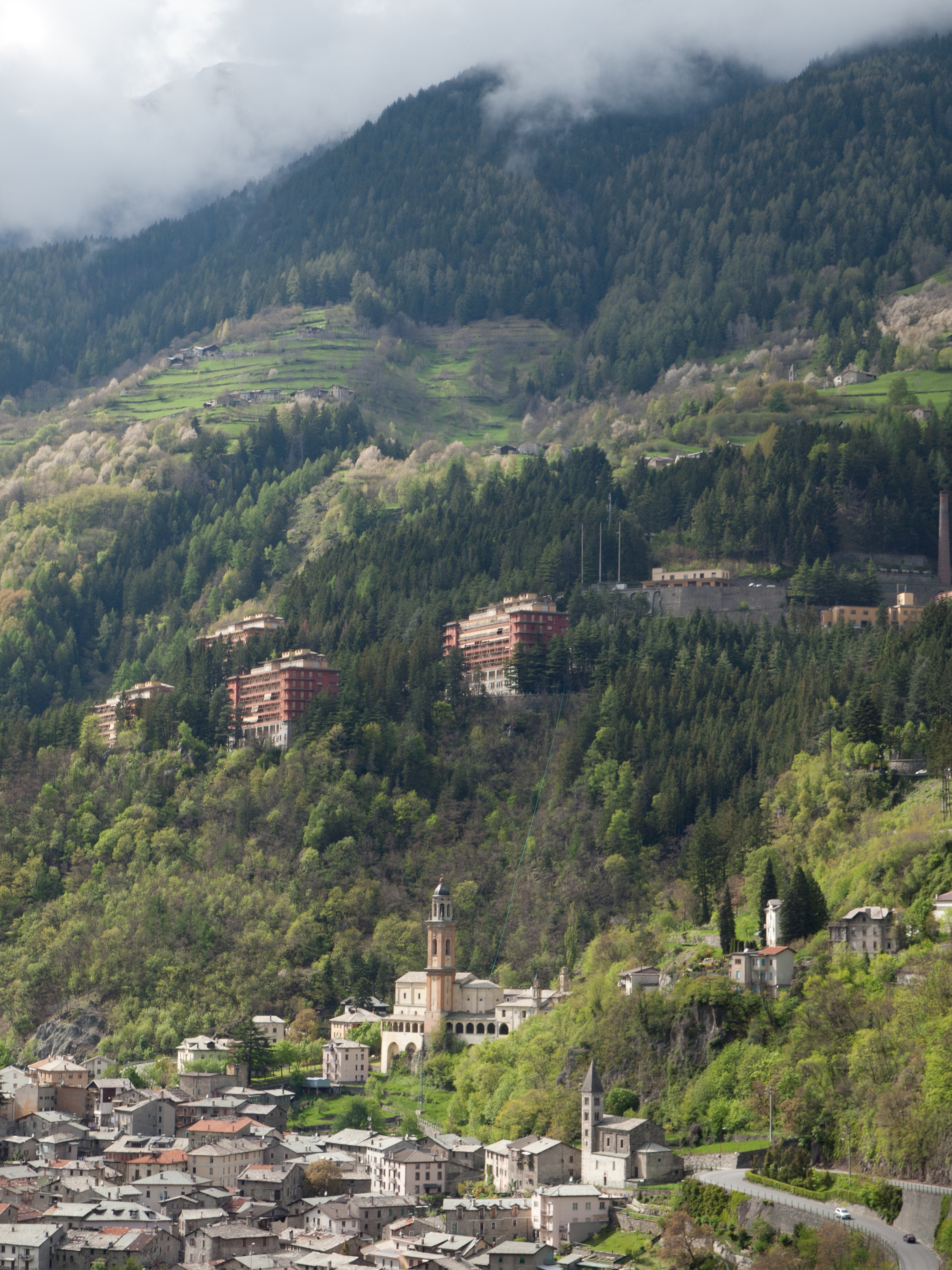
ソンダロの市街とサナトリウム

イタリアの地震リスク階級 (it) では、3 に分類される
。

## 行政

### 山岳部共同体
広域行政組織である山岳部共同体「アルタ・ヴァルテッリーナ山岳部共同体」 (it:Comunità montana Alta Valtellina) （事務所所在地: ボルミオ）を構成するコムーネの一つである。

### 分離集落
ソンダロには、以下の分離集落（フラツィオーネ）がある。
- Mondadizza, Grailé, Le Prese, Frontale, Fumero, Migiondo, Sommacologna, Sontiolo